# Halichoeres zeylonicus
Halichoeres zeylonicus es una especie de peces de la familia Labridae en el orden de los Perciformes.

## Morfología
Los machos pueden llegar alcanzar los 20 cm de longitud total.

## Distribución geográfica
Se encuentra desde el mar Rojo hasta Mozambique, Samoa, el sur de Japón y la Gran Barrera de Coral.